# Biosignalverarbeitung
Die Biosignalverarbeitung ist ein Teilgebiet der Medizinischen Informatik und befasst sich mit der Analyse von Biosignalen mittels Methoden der Mathematik und Informatik. Bei der Verarbeitung von Biosignalen kommt der Faltung diskreter Funktionen besondere Bedeutung zu.
Zum Gebiet der Biosignalverarbeitung kann auch die biomedizinische Bildverarbeitung gezählt werden.
Peter Reichertz definiert Biosignalverarbeitung als die Analyse von Bio- und anderen Signalen und ihre Verarbeitung zur höheren Aggregation der Information, eventuell auch zur direkten Prozesskontrolle.

## Aufgaben und Ziele
- Unterstützung des Mediziners in der quantitativen Beurteilung von Signalen und Bildern (Diagnoseunterstützung)
- Automatische Klassifikation von Signalen und Bildern (Screening-Untersuchungen)
- Überwachung und Kontrolle von Vitalfunktionen (Intensivmedizin)
- Formale Beschreibung von Zusammenhängen und Abhängigkeiten physiologischer Funktionen (med. Forschung)
- Steuerung und Regelung physiologischer Funktionen durch Prothesen und Geräte (Prothetik, Organersatz, Stimulation)

## Anwendungen
Die Biosignalverarbeitung findet Anwendung u. a.
- in der Kardiologie (Elektrokardiographie [EKG], intrakardiale Druckkurven, Phonokardiographie)
- in der Neurologie (Elektroenzephalographie [EEG], Evozierte Potentiale)
- bei pulmonalen Erkrankungen (Lungenfunktionsprüfungen)
- bei muskulären oder neurogenen Erkrankungen (Elektromyographie [EMG])
- ophthalmologischen Erkrankungen (Elektroretinographie [ERG])